# Рубцов, Иван Фёдорович
Ива́н Фёдорович Рубцо́в (7 сентября 1923 — 7 марта 2013) — советский военный лётчик, полковник ВВС, участник Великой Отечественной войны, Герой Российской Федерации (1998).

## Биография
Родился 7 сентября 1923 года на станции Узловая Богородицкого уезда Тульской губернии (ныне одноимённый город в Тульской области).

### Великая Отечественная война
В 1940—1943 годах проходил обучение в Сталинградской, а затем в Руставской авиационной школе лётчиков. С июля 1943 года — участник боевых действий. Воевал в 4-й воздушной армии на Северо-Кавказском и 2-м Белорусском фронтах. Последовательно занимал должности лётчика, командира звена, заместителя командира и командира истребительной авиационной эскадрильи. За два года войны И. Ф. Рубцовым совершено 397 боевых вылетов, из них 331 — на прикрытие советских штурмовиков и бомбардировщиков. В 273 вылетах являлся командиром группы прикрытия, при этом прикрываемые группой Рубцова самолёты несли наименьшие боевые потери от вражеских истребителей. Им проведено 75 воздушных боёв, сбито 10 самолётов лично и ещё 4 самолёта люфтваффе были сожжены на аэродромах штурмовыми ударами.
За свои выдающиеся результаты по прикрытию штурмовой и бомбардировочной авиации представлялся в конце войны к званию Героя Советского Союза, однако критерием геройского звания для истребителей в то время являлись 15 личных побед, и награждение в результате не состоялось.

### Мирное время
После окончания войны продолжал служить в военной авиации. Окончив в 1950 году Военно-воздушную академию, стал старшим инспектором-лётчиком в управлениях фронтовой авиации и боевой подготовки Главного штаба ВВС. В 1966 году назначен начальником отдела службы безопасности полётов ВВС.
В 1973 году И. Ф. Рубцов в звании полковника вышел в запас. Работал ответственным секретарём по проблемам безопасности летательных аппаратов в Государственном комитете при Совете Министров СССР по науке и технике. С 1988 года находился на пенсии.

### Высшая награда
Указом Президента Российской Федерации № 1086 от 11 сентября 1998 года за мужество и героизм, проявленные в борьбе с немецко-фашистскими захватчиками в Великой Отечественной войне 1941—1945 годов полковнику в отставке Ивану Фёдоровичу Рубцову было присвоено звание Героя Российской Федерации с вручением медали «Золотая Звезда» за № 465.

### Общественная деятельность

Могила Рубцова на Кунцевском кладбище Москвы.

Проживая в городе Одинцово Московской области, Иван Фёдорович Рубцов активно занимался общественной работой и военно-патриотическим воспитанием молодёжи. Он являлся начальником пресс-службы Московского клуба Героев Советского Союза, членом Союза журналистов России (автор нескольких стихотворных сборников), а также президентом теннисного клуба города Одинцово. Как председатель образованного в 1993 году уличного комитета, противостоял незаконному строительству в Одинцове.
Скончался после длительной болезни на 90-м году жизни 7 марта 2013 года в Одинцово (Московская область). Похоронен на Кунцевском кладбище рядом с супругой.

## Награды
- Герой Российской Федерации (1998[5])
- два ордена Красного Знамени (1944[6], 1945[7])
- орден Отечественной войны I степени (1945[8])
- два ордена Отечественной войны II степени (1943[9], 1985)
- три ордена Красной Звезды (1943[10], …, …)
- медали СССР и Российской Федерации